# Lista de prêmios e indicações recebidos por Grand Theft Auto: Vice City
Esta é uma lista de prêmios e indicações recebidos por Grand Theft Auto: Vice City, um jogo eletrônico de ação-aventura desenvolvido pela Rockstar North e publicado pela Rockstar Games. O jogo se passa na cidade ficcional de Vice City na década de 1980, com a história seguindo o mafioso Tommy Vercetti na construção de seu império criminal e confrontos com outras organizações criminais da cidade. O título foi anunciado oficialmente em maio de 2002 durante a Electronic Entertainment Expo (E3) daquele ano.
Lançado em outubro de 2002 inicialmente como um exclusivo de PlayStation 2, Vice City recebeu "aclamação universal" dos críticos, de acordo com o agregador de resenhas Metacritic; foi o jogo de PlayStation 2 com a maior pontuação no Metacritic em 2002, e o segundo com a maior pontuação no geral naquele ano, atrás de Metroid Prime. O jogo foi um sucesso comercial, vendendo 9,6 milhões de cópias apenas para o PlayStation 2, e vinte milhões de unidades no total, se estabelecendo como um dos jogos mais vendidos para PlayStation 2.
Vice City foi amplamente premiado; foi o maior vencedor da 1ª edição da British Academy Games Awards, recebendo seis prêmios de oito indicações. Ele também recebeu várias nomeações em categorias de Jogo do Ano, vencendo na edição de 2003 da G-Phoria Awards, na Golden Joystick Awards de 2003 e na NAVGTR Awards 2003, recebendo tal indicação também na Game Developers Choice Awards, Interactive Achievement Awards e Spike Video Game Awards. Ray Liotta, responsável por interpretar o protagonista Tommy Vercetti, recebeu diversos prêmios por sua performance ao personagem, incluindo na G-Phoria Awards, NAVGTR Awards, Satellite Awards e Spike Video Game Awards. O jogo também venceu em diversas categorias de melhor trilha sonora, melhor áudio e melhor design.

## Prêmios e indicações de premiações
| Premiação                       | Data                    | Categoria                                                | Destinatário(s)                           | Resultado | Ref(s).             |
| ------------------------------- | ----------------------- | -------------------------------------------------------- | ----------------------------------------- | --------- | ------------------- |
| British Academy Games Awards    | 25 de fevereiro de 2004 | Melhor Jogo de Ação                                      | Grand Theft Auto: Vice City               | Venceu    | [ 8 ]               |
| British Academy Games Awards    | 25 de fevereiro de 2004 | Melhor Jogo de PC                                        | Grand Theft Auto: Vice City               | Venceu    | [ 8 ]               |
| British Academy Games Awards    | 25 de fevereiro de 2004 | Melhor Jogo de PS2                                       | Grand Theft Auto: Vice City               | Venceu    | [ 8 ]               |
| British Academy Games Awards    | 25 de fevereiro de 2004 | Melhor Design                                            | Grand Theft Auto: Vice City               | Venceu    | [ 8 ]               |
| British Academy Games Awards    | 25 de fevereiro de 2004 | Melhor Som                                               | Grand Theft Auto: Vice City               | Venceu    | [ 8 ]               |
| British Academy Games Awards    | 25 de fevereiro de 2004 | Prêmio de Leitor do Sunday Times para Jogos              | Grand Theft Auto: Vice City               | Venceu    | [ 8 ]               |
| British Academy Games Awards    | 25 de fevereiro de 2004 | Melhor Animação ou Introdução                            | Grand Theft Auto: Vice City               | Indicado  | [ 8 ]               |
| British Academy Games Awards    | 25 de fevereiro de 2004 | Melhor Conquista Técnica                                 | Grand Theft Auto: Vice City               | Indicado  | [ 8 ]               |
| G-Phoria Awards                 | 30 de julho de 2003     | Jogo do Ano                                              | Grand Theft Auto: Vice City               | Venceu    | [ 9 ] [ 10 ]        |
| G-Phoria Awards                 | 30 de julho de 2003     | EB Gamers Choice Award                                   | Grand Theft Auto: Vice City               | Venceu    | [ 9 ] [ 10 ]        |
| G-Phoria Awards                 | 30 de julho de 2003     | Melhor Trilha Sonora                                     | Grand Theft Auto: Vice City               | Venceu    | [ 9 ] [ 10 ]        |
| G-Phoria Awards                 | 30 de julho de 2003     | Melhor Performance Vocal – Masculino                     | Ray Liotta como Tommy Vercetti            | Venceu    | [ 9 ] [ 10 ]        |
| G-Phoria Awards                 | 30 de julho de 2003     | Melhor Performance Vocal – Feminino                      | Jenna Jameson como Candy Suxxx            | Venceu    | [ 9 ] [ 10 ]        |
| G-Phoria Awards                 | 30 de julho de 2003     | Melhor História                                          | Grand Theft Auto: Vice City               | Indicado  | [ 9 ] [ 10 ]        |
| G-Phoria Awards                 | 30 de julho de 2003     | Personagem Que Você Mais Gostaria de Ser                 | Tommy Vercetti                            | Indicado  | [ 9 ] [ 10 ]        |
| G-Phoria Awards                 | 30 de julho de 2003     | Prazer Culpável                                          | Grand Theft Auto: Vice City               | Indicado  | [ 9 ] [ 10 ]        |
| G-Phoria Awards                 | 30 de julho de 2003     | Melhor Arma                                              | Motosserra em Grand Theft Auto: Vice City | Indicado  | [ 9 ] [ 10 ]        |
| G-Phoria Awards                 | 30 de julho de 2003     | Melhor Vilão                                             | Ricardo Diaz                              | Indicado  | [ 9 ] [ 10 ]        |
| G-Phoria Awards                 | 30 de julho de 2003     | Melhor Performance Vocal – Feminino                      | Miss Cleo como Auntie Poulet              | Indicada  | [ 9 ] [ 10 ]        |
| G-Phoria Awards                 | 30 de julho de 2003     | Melhor Performance Vocal – Feminino                      | Deborah Harry                             | Indicada  | [ 9 ] [ 10 ]        |
| Game Audio Network Guild Awards | 7 de março de 2003      | Melhor Uso de Música Licenciada                          | Rockstar Games, Dan Houser                | Venceu    | [ 11 ] [ 12 ]       |
| Game Audio Network Guild Awards | 7 de março de 2003      | Melhores Diálogos                                        | Dan Houser, Jamie King                    | Venceu    | [ 11 ] [ 12 ]       |
| Game Audio Network Guild Awards | 7 de março de 2003      | Melhor Uso de Surround Multicanal Em Um Jogo             | Grand Theft Auto: Vice City               | Indicado  | [ 11 ] [ 12 ]       |
| Game Developers Choice Awards   | 6 de março de 2003      | Jogo do Ano                                              | Grand Theft Auto: Vice City               | Indicado  | [ 13 ]              |
| Game Developers Choice Awards   | 6 de março de 2003      | Excelência em Áudio                                      | Time GTA para design de som               | Indicado  | [ 13 ]              |
| Game Developers Choice Awards   | 6 de março de 2003      | Excelência em Design de Jogo                             | Time GTA para design de jogo              | Indicado  | [ 13 ]              |
| Game Developers Choice Awards   | 6 de março de 2003      | Excelência em Escrita                                    | Time GTA para escrita                     | Indicado  | [ 13 ]              |
| Golden Joystick Awards          | 25 de outubro de 2002   | Jogo Mais Procurado Para o Natal                         | Grand Theft Auto: Vice City               | Venceu    | [ 14 ] [ 15 ]       |
| Golden Joystick Awards          | 28 de novembro de 2003  | Jogo do Ano                                              | Grand Theft Auto: Vice City               | Venceu    | [ 16 ] [ 17 ]       |
| Golden Joystick Awards          | 28 de novembro de 2003  | Jogo de PlayStation 2 do Ano                             | Grand Theft Auto: Vice City               | Venceu    | [ 16 ] [ 17 ]       |
| Golden Joystick Awards          | 28 de novembro de 2003  | Jogo de PC do Ano                                        | Grand Theft Auto: Vice City               | Indicado  | [ 16 ] [ 17 ]       |
| Interactive Achievement Awards  | 27 de fevereiro de 2003 | Jogo de Ação-aventura de Console do Ano                  | Grand Theft Auto: Vice City               | Venceu    | [carece de fontes?] |
| Interactive Achievement Awards  | 27 de fevereiro de 2003 | Jogo de Ação-aventura de PC do Ano                       | Grand Theft Auto: Vice City               | Venceu    | [carece de fontes?] |
| Interactive Achievement Awards  | 27 de fevereiro de 2003 | Jogo do Ano                                              | Grand Theft Auto: Vice City               | Indicado  | [carece de fontes?] |
| Interactive Achievement Awards  | 27 de fevereiro de 2003 | Jogo de Console do Ano                                   | Grand Theft Auto: Vice City               | Indicado  | [carece de fontes?] |
| Interactive Achievement Awards  | 27 de fevereiro de 2003 | Excelência em Design de Som                              | Grand Theft Auto: Vice City               | Indicado  | [carece de fontes?] |
| Interactive Achievement Awards  | 27 de fevereiro de 2003 | Excelência em Inovação em Jogos de Console               | Grand Theft Auto: Vice City               | Indicado  | [carece de fontes?] |
| Interactive Achievement Awards  | 27 de fevereiro de 2003 | Excelência em Desenvolvimento de Personagens ou História | Grand Theft Auto: Vice City               | Indicado  | [carece de fontes?] |
| Interactive Achievement Awards  | 4 de março de 2004      | Jogo de Ação-aventura de PC do Ano                       | Grand Theft Auto: Vice City               | Indicado  | [carece de fontes?] |
| NAVGTR Awards                   | 18 de julho de 2003     | Jogo do Ano                                              | Grand Theft Auto: Vice City               | Venceu    | [ 18 ]              |
| NAVGTR Awards                   | 18 de julho de 2003     | Melhor Direção em um Jogo Cinematográfico                | Grand Theft Auto: Vice City               | Venceu    | [ 18 ]              |
| NAVGTR Awards                   | 18 de julho de 2003     | Melhor Design de Jogo                                    | Grand Theft Auto: Vice City               | Venceu    | [ 18 ]              |
| NAVGTR Awards                   | 18 de julho de 2003     | Melhor Performance Vocal                                 | Ray Liotta                                | Venceu    | [ 18 ]              |
| NAVGTR Awards                   | 18 de julho de 2003     | Melhor Uso de Som                                        | Grand Theft Auto: Vice City               | Venceu    | [ 18 ]              |
| NAVGTR Awards                   | 18 de julho de 2003     | Melhores Diálogos                                        | Grand Theft Auto: Vice City               | Venceu    | [ 18 ]              |
| NAVGTR Awards                   | 18 de julho de 2003     | Melhor Sequência de Um Jogo de Ação                      | Grand Theft Auto: Vice City               | Venceu    | [ 18 ]              |
| NAVGTR Awards                   | 18 de julho de 2003     | Melhor Design de Personagens                             | Grand Theft Auto: Vice City               | Indicado  | [ 18 ]              |
| NAVGTR Awards                   | 18 de julho de 2003     | Melhor Design de Controles                               | Grand Theft Auto: Vice City               | Indicado  | [ 18 ]              |
| NAVGTR Awards                   | 18 de julho de 2003     | Melhor Precisão de Controles                             | Grand Theft Auto: Vice City               | Indicado  | [ 18 ]              |
| NAVGTR Awards                   | 18 de julho de 2003     | Melhores Gráficos, Técnico                               | Grand Theft Auto: Vice City               | Indicado  | [ 18 ]              |
| NAVGTR Awards                   | 18 de julho de 2003     | Melhor Performance Vocal                                 | Dennis Hopper                             | Indicado  | [ 18 ]              |
| NAVGTR Awards                   | 18 de julho de 2003     | Melhores Efeitos Sonoros                                 | Grand Theft Auto: Vice City               | Indicado  | [ 18 ]              |
| NAVGTR Awards                   | 18 de julho de 2003     | Melhor Escrita, História                                 | Grand Theft Auto: Vice City               | Indicado  | [ 18 ]              |
| Satellite Awards                | 12 de janeiro de 2003   | Maior Inovação em Design de História                     | Grand Theft Auto: Vice City               | Indicado  | [ 19 ]              |
| Satellite Awards                | 12 de janeiro de 2003   | Excelência em Direção de Arte                            | Grand Theft Auto: Vice City               | Indicado  | [ 19 ]              |
| Satellite Awards                | 23 de janeiro de 2004   | Excelência em Personagem                                 | Ray Liotta como Tommy Vercetti            | Venceu    | [ 20 ]              |
| Spike Video Game Awards         | 2 de dezembro de 2003   | Melhor Performance por um Humano                         | Ray Liotta como Tommy Vercetti            | Venceu    | [ 21 ]              |
| Spike Video Game Awards         | 2 de dezembro de 2003   | Jogo do Ano                                              | Grand Theft Auto: Vice City               | Indicado  | [ 21 ]              |
| Spike Video Game Awards         | 2 de dezembro de 2003   | Melhor Animação                                          | Grand Theft Auto: Vice City               | Indicado  | [ 21 ]              |
| Spike Video Game Awards         | 2 de dezembro de 2003   | Melhor Música                                            | Grand Theft Auto: Vice City               | Indicado  | [ 21 ]              |
| Spike Video Game Awards         | 2 de dezembro de 2003   | Melhor Performance por um Humano                         | Jenna Jameson como Candy Suxxx            | Indicada  | [ 21 ]              |
| Teen Choice Awards              | 2 de agosto de 2003     | Escolha do Público: Melhor Jogo                          | Grand Theft Auto: Vice City               | Venceu    | [ 22 ]              |